# 海山记
《海山记》，又称《隋炀帝海山记》，中国古代传奇小说。二卷，宋无名氏作。
旧题唐朝韩偓撰，宋朝刘斧《青琐高议》后集卷5收入本书，而分为上下卷。上卷原题下注“记炀帝宫中花木”，下卷原题下注“记登极后事迹”。写隋炀帝阴结杨素，谋取大位。继位后，营造宫苑，穷奢极欲，激起政变，最后自缢于扬州。有《古今说海》本、《历代小史》本、《说郛》本、《五朝小说》本、《唐人说荟》本。《海山记》和《开河记》、《迷楼记》有影射北宋后期宋徽宗政治现实的特点。本书对明清时期的《隋唐志传》、《隋炀帝艳史》、《隋唐演义》有重要的影响。